# 소말리아드워프땃쥐
소말리아드워프땃쥐(Crocidura nana)는 땃쥐과에 속하는 포유류의 일종이다. 에티오피아와 소말리아에서 발견된다. 자연 서식지는 아열대 또는 열대 기후 지역의 건조한 저지대 초원이다. 모식지(模式地)는 소말리아의 돌로(Dollo) 지역이다.